# Cempoala

Cempoala

Cempoala (o Zempoala) fu un'importante città Mesoamericana. Fu la città maggiore della costa del golfo del Messico e la capitale del regno dei Totonachi. La popolazione totale contava circa 30.000 persone. Il nome significa "luogo delle venti acque" a causa della presenza di alcuni fiumi vicini al sito e si trova a circa 8 km di distanza dalla città di Veracruz e a 6 dal mare. La città fu un importante luogo strategico della conquista del Messico da parte di Hernán Cortés.

## Storia

### Prima della conquista spagnola
La città era popolata già 1500 anni prima dell'arrivo degli spagnoli e venne influenzata dalla cultura olmeca. Non si sa molto di ciò che accadde nel periodo Preclassico e Classico, ma la città Preclassica venne costruita su dei monticelli per proteggerla dalle inondazioni.
I Totonachi giunsero nell'area durante l'apice della era dell'impero Tolteco, essendo stati espulsi dai territori della Sierra Madre Oriental. I Totonachi governavano la zona di Totonacapan, oggi occupata dalla parte settentrionale di Veracruz assieme al distretto Zacatlán di Puebla. Gli abitanti erano intorno a 250.000 e vi erano circa 50 città. Cempoala contava tra 25.000 e 30.000 abitanti.
La maggior parte degli edifici sul sito archeologico attuale risalgono al XIV e XV secolo. Vi sono il Grande Tempio che ricorda il Tempio del Sole a Tenochtitlán dove si svolgevano sacrifici umani. Vi sono anche altri templi, come il Tempio delle Piccole Facce, il Tempio di Quetzalcoatl e il Tempio di Ehecatl, il dio del vento.
Verso la metà del XV secolo i Totonachi vennero sconfitti dagli Aztechi di Moctezuma I. Gli Aztechi imposero un tributo pesante, costringendo i Totonachi a mandare centinaia di bambini ogni anno destinati a diventare schiavi o a essere sacrificati.

## Conquista spagnola
Quando Cortés giunse sulla costa del Messico giunsero voci dell'esistenza di Cempoala e si diresse verso di essa. Al loro arrivo vennero ricevuti da 20 uomini di alto rango e dalla popolazione. Cortés persuase in breve il capo Totonaco Xicomecoatl (o Chicomacatl) a ribellarsi contro gli Aztechi. I Totonachi e gli Spagnoli riuscirono a sconfiggerli, e i Totonachi aiutarono nella costruzione della città di (Villa Rica de la) Vera Cruz (oggi Veracruz), che fu il punto di partenza della conquista dell'impero Azteco.
Nell'agosto del 1519, i soldati Totonachi si unirono agli spagnoli per conquistare l'impero Azteco, che avvenne con la caduta di Tenochtitlan. Cortés venne a sapere che il governatore di Cuba aveva mandato delle truppe comandate da Pánfilo de Narváez per togliere la posizione di potere a Cortés, e queste truppe controllavano le città di Cempoala e Vera Cruz. Cortés ritornò alla zona lasciando delle truppe a Tenochtitlan, sconfisse Narváez e convinse i soldati di Narváez a unirsi alla sua causa.
Nel 1575–1577, i Totonachi furono colpiti dall'epidemia matlazahuatl che uccise circa 2 milioni di persone; la città di Cempoala perse gran parte degli abitanti. Nel 1600, tutti gli abitanti della città vennero rimossi in accordo con uno schema di concentrazione vice-reale, e la città divenne un villaggio.